# Antoine Berney
Pour les articles homonymes, voir Berney.
Antoine Berney (? ‒ 1784) était un professeur français qui vécut au Chili vers la fin de l’époque coloniale. Il fut l’un des trois conjurés de la conspiration dite des Trois Antoine.
Berney arriva au Chili en 1776, pour y travailler comme professeur de latin et de mathématiques au Convictorio Carolino, collège à Santiago. Lecteur assidu de l’Encyclopédie et imprégné des Lumières françaises, il élabora en 1780 un projet visant à instaurer au Chili une république indépendante de l’Espagne. Il sut persuader son compatriote Antoine Gramusset et le notable criollo chilien José Antonio de Rojas de s’associer à son dessein et de tâcher de le mettre en œuvre. Le projet, prématuré de toute manière, fut bientôt découvert fortuitement, ses artisans dénoncés et arrêtés le 1er janvier 1781.
Berney et Gramusset, eu égard à leur statut d’étranger, furent conduits enchaînés d’abord à Lima, capitale de la vice-royauté, puis en Espagne pour y être jugés. Cependant, Berney périt en mer lorsque le vaisseau qui les transportait, le San Pedro de Alcántara, s’abîma dans une tempête au large des côtes de Portugal.